# Lasioglossum doddi
Lasioglossum doddi är en biart som först beskrevs av Cockerell 1914.  Lasioglossum doddi ingår i släktet smalbin, och familjen vägbin. Inga underarter finns listade i Catalogue of Life.